# Собственная длина
Собственная длина — в теории относительности длина тела в той системе координат, в которой оно покоится. Эта система координат называется собственной для данного тела.

## Лоренцево сокращение
В специальной теории относительности длина тела зависит от системы отсчёта. А именно в теории относительности предсказывает, что существует лоренцево сокращение — кинематический эффект, заключающийся в том, что с точки зрения наблюдателя движущиеся относительно него предметы имеют меньшую длину (линейные размеры в направлении движения), чем длина, измеренная в системе координат связанной с телом. Последнюю длину и называют собственной длиной тела.
Если тело покоится в системе {\displaystyle K_{1}}, движущейся относительно системы {\displaystyle K} со скоростью {\displaystyle v}, то {\displaystyle l_{1}=l{\sqrt {1-v^{2}/c^{2}}}}, где {\displaystyle l} — собственная длина, {\displaystyle l_{1}} — длина движущегося тела в системе {\displaystyle K}, {\displaystyle v} — скорость системы {\displaystyle K_{1}} относительно системы {\displaystyle K}, {\displaystyle c} — скорость света в вакууме. Из формулы видно, что длина движущегося тела меньше длины покоящегося.